# Veeravalli S. Varadarajan
Veeravalli S. Varadarajan (Bangalore, 18 maggio 1937 – Santa Monica, 25 aprile 2019) è stato un matematico indiano naturalizzato statunitense.

## Biografia
Ha insegnato presso l'Università della California, Los Angeles, che ha lavorato in molte aree della matematica, tra cui probabilità, gruppi di Lie e le loro rappresentazioni, meccanica quantistica, equazioni differenziali e supersimmetria.
Il padre di Varadarajan, Seshadri, era un ispettore delle scuole nel dipartimento dell'istruzione. Fu trasferito a Madras dove il mezzo di insegnamento era generalmente l'inglese. Dopo che Varadarajan ha completato gli studi liceali, è entrato a far parte di Intermediate per due anni al Loyola College, Madras, dove ha insegnato matematica da K.A. Adivarahan, un disciplinare molto severo che ha fatto una forte impressione su di lui. Varadarajan ha conseguito la laurea nel 1957 presso il Presidency College di Madras e il dottorato nel 1960 presso l'Indian Statistical Institute di Calcutta, sotto la supervisione di CR Rao. Fu uno dei "quattro famosi" dell'Indian Statistical Institute nel periodo 1956-1963 (gli altri erano R. Ranga Rao, K. R. Parthasarathy e S. R. Srinivasa Varadhan). Nel 1960, dopo il dottorato, Varadarajan andò alla Princeton University come borsista post-dottorato e nell'autunno del 1960 andò all'Università di Washington, Seattle, dove trascorse l'anno accademico, seguito da un anno al Courant Institute della NYU , dopodiché tornò all'Indian Statistical Institute nel 1962. È entrato a far parte del Dipartimento di Matematica dell'UCLA nel 1965. Varadarajan è stato membro dell'Institute for Advanced Study durante i periodi dal settembre 1968 al dicembre 1968 e dal gennaio 1976 al giugno 1976. Nel marzo 2019, l'UCLA ha annunciato che Varadarajan e sua moglie avevano donato 1 milione di dollari al Dipartimento di Matematica dell'UCLA per istituire il Ramanujan Visiting Professorship.

## Carriera
I primi lavori di Varadarajan, inclusa la sua tesi di dottorato, erano nell'area della teoria della probabilità. È poi passato alla teoria della rappresentazione dove ha svolto alcuni dei suoi lavori più noti. Ha anche lavorato in fisica matematica, in particolare teoria quantistica e temi p-adici in fisica. Negli anni '80 ha scritto una serie di articoli con Donald Babbitt sulla teoria delle equazioni differenziali con singolarità irregolari. Il suo ultimo lavoro è stato in supersimmetria.
Ha introdotto i determinanti di Kostant–Parthasarathy–Ranga Rao–Varadarajan insieme a Bertram Kostant, KR Parthasarathy e R. Ranga Rao nel 1967>, il teorema di Trombi–Varadarajan nel 1972 e i moduli Enright–Varadarajan nel 1975.

## Riconoscimento
Ha ricevuto la Medaglia Onsager nel 1998 per il suo lavoro. È stato riconosciuto insieme a 23 membri indiani e indiani americani "che hanno dato un contributo eccezionale alla creazione, all'avanzamento dell'esposizione, alla comunicazione e all'utilizzo della matematica" dal programma Fellows of the American Mathematical Society il 1 ° novembre 2012.